# 1504 Lappeenranta
1504 Lappeenranta eller 1939 FM är en asteroid upptäckt 23 mars 1939 av den finska astronomen Liisi Oterma vid Storheikkilä observatorium. Asteroiden har fått sitt namn efter det finska namnet på den finska staden Villmanstrand.